# 德意志人物誌

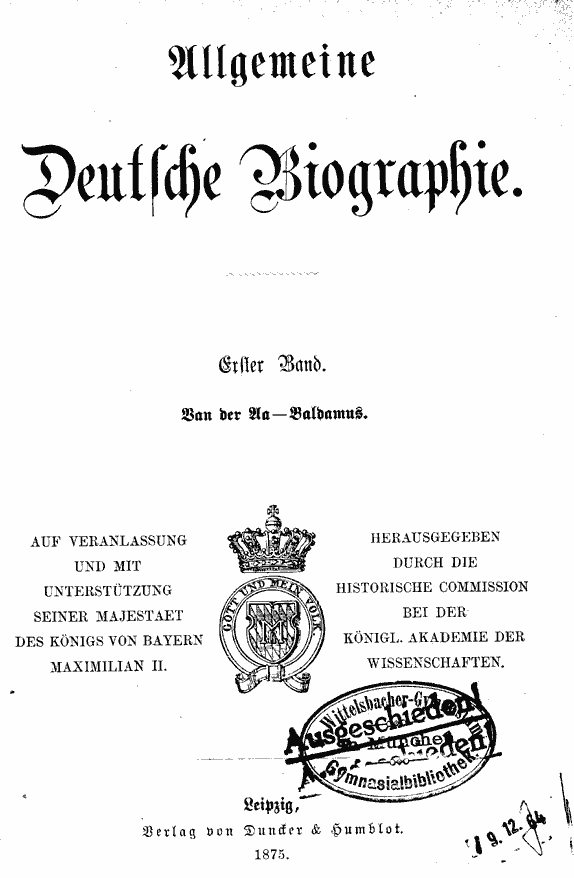
1875年出版的《德意志人物誌》第一卷的扉页

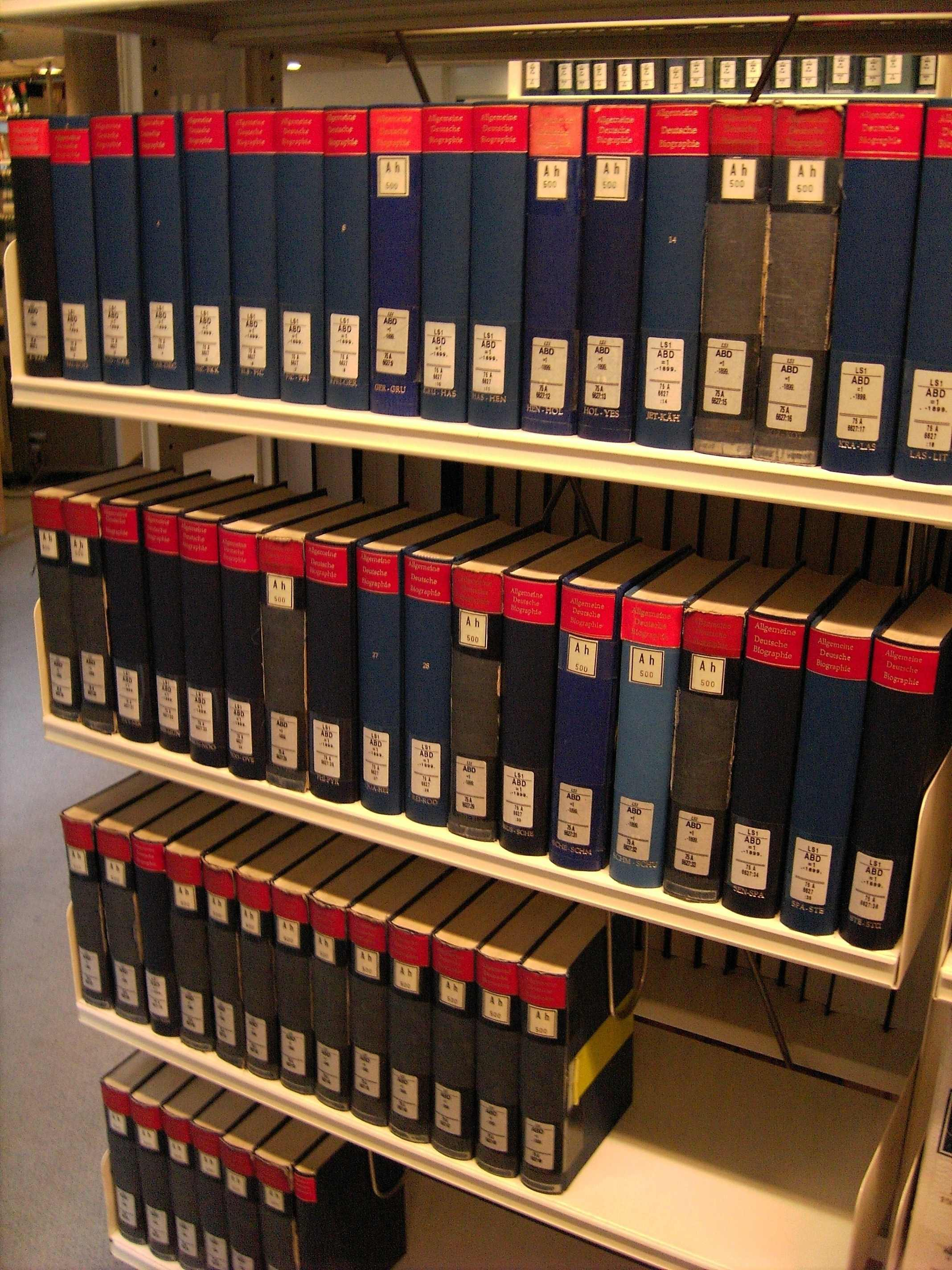
《德意志人物誌》

《德意志人物誌》（德语：Allgemeine Deutsche Biographie）是德语書籍中最重要、最全面的的人物传记之一。
该书由巴伐利亚科学院历史委员会于1875年至1912年期间出版，共56卷，由Duncker & Humblot在莱比锡印刷。《德意志人物誌》收录了1900年以前去世的生活在德语区的约26500名人物，其中還包括1648年以前来自荷兰的人。
《德意志人物誌》全文可通过一個名為德国传记的网站免费在线查阅。

## 備註
1. 1 2  Ebneth 2014.

## 外部連結
- Allgemeine Deutsche Biographie - full-text articles at German 维基文库.
- German Biography （页面存档备份，存于） (Deutsche Biographie) - complete full-text articles, index and further information